# Welliehausen
Welliehausen liegt im Norden von Hameln und gehört neben den Dörfern Holtensen und Unsen zur Ortschaft Sünteltal. 1973 wurde die ursprünglich eigenständige Gemeinde in die Stadt Hameln eingemeindet.

## Geografie
Der Ort liegt im Naturpark Weserbergland am südöstlichen Rand des Süntelgebirges.

## Geschichte
Wie die Funde von drei verschiedenartigen Schabern zeigen, wurde das Gebiet bei Welliehausen bereits in der Mittelsteinzeit (8000–5600 v. Chr.) von Menschen aufgesucht. In der römischen Kaiserzeit um Christi Geburt siedelten Angehörige des germanischen Stammes der Cherusker im Gebiet um den Süntel (sundal), und damit lag Welliehausen in ihrem Siedlungsraum.

### Mittelalter
Nach der Siedlungsforschung sind die Orte mit den Endungen „-hausen“ und „-husen“ (abgeschliffen zu „-sen“) am Süntel, wie Welliehausen, in der zweiten Hälfte des ersten Jahrtausends in zweitrangiger Siedlungslage angelegt worden.
Welliehausen lag im Gerichtsbezirk Goe auf der Hamel im Tilithigau und gehörte zum Archidiakonat Ohsen der Diözese Minden. Die Goe auf der Hamel lag zu beiden Seiten der Hamel und umfasste die Dörfer Groß- und Klein-Hilligsfeld, Hasperde, Hachmühlen, Flegessen, Unsen, Welliehausen, Holtensen, Wehrbergen, Afferde, Rohrsen, Behrensen und Diedersen mit dem wüst gefallenen Dadersen. Die Gogerichtsstätte für die Goe auf der Hamel lag auf dem Eichberg bei Hilligsfeld. Dort wurden Versammlungen aller Eingesessenen (erven) der Goe abgehalten, die einen eigenen Rauch hatten und ihr Vieh auf die gemeine Weide trieben.
Die erste urkundliche Erwähnung von Weldihusen datiert in die Zeit von 1237 bis 1247, in der eine Hufe zu „Welingehusen“ als Eigentum der Stiftskirche Sankt Bonifazius zu Hameln und erneut in der Zeit von 1311 bis 1324 als Eigentum des Hamelner Stiftes beurkundet wird. In einer Urkunde vom 14. April 1359 verpflichtet sich ein Knappe „Herman von Stelre“ (Steller) gegenüber dem Junker Otto Graf von Eberstein, den Hof zu „Welingehusen“ mit 2 Hufen, den er für 22 Mark dem Luder von Stochem verpfändet hat, innerhalb von 4 Jahren wieder einzulösen. Bei diesem Hof handelt es sich wohl um den Vollmeierhof. Steller hat nicht auf dem Hof gewohnt, sondern ihn an einen anderen Siedler verpfändet. Im Lehnsbuch des Grafen Otto von Schaumburg (1370–1404) um das Jahr 1380 wird ein Lehen in Welliehausen beurkundet: „Schadelant [...] den teghenden to Weldehusen [...]“. Die Lehensinhaber von Welliehausen lassen sich bis 1834 nachweisen. Im Güterverzeichnis des Klosters Möllenbeck wurde das Dorf Welliehausen (Weldyhusen) erstmals 1456 erwähnt: „[...] dat gantze dorp to Weldehusen“, aber 1465 im Güterverzeichnis des Stiftes Möllenbeck als wüst bezeichnet: „Dyt ganze dorp ist mestig woste und ward von Holthusen ut geseiet […].“
Im Mittelalter bildete eine Landwehr in Form von Buschwerk am westlichen Rand des Schaumburger Knicks die Grenze zum Schaumburgischen.

### Neuzeit
Im Jahr 1538 wurde der Knappe Corth van Bardeleue vom Prior des Stiftes Möllenbeck mit Weldyehussen belehnt. Von 1542 bis 1544 führte Herzogin Elisabeth von Calenberg in ihrem Gebiet und damit auch in Welliehausen die Reformation ein. Unterstützt wurde sie dabei von Jobst von Walthausen, dessen Vorfahren aus Welliehausen stammten und der Kanzler ihres Sohnes, des Herzogs Erich II. von Braunschweig-Calenberg-Göttingen war.
1554 fand in Weldihusen Raub und Brandschatzung durch das Kriegsvolk der Herzöge Heinrich und Philipp Magnus statt.
Vom Dreißigjährigen Krieg war die Dorfbevölkerung von Welliehausen hart betroffen. In einer calenbergischen Urkunde von 1633 hieß es: „Wellighausen hatt nur (noch) 4 Häuser“ (von ursprünglich 17 Feuerstellen); 1642 war aber fast alles wieder aufgebaut.
1308 wurden in einer Urkunde erstmals Steinbrüche, sog. Steinkuhlen, im Süntel bei Welliehausen erwähnt. 1574 beschrieb Herzog Erich II. von Braunschweig-Calenberg-Göttingen seine herrschaftlichen Steinbrüche am Süntel über Welliehausen. Dort wurde seit dem Spätmittelalter Wealdensandstein abgebaut, und im 19. Jahrhundert gab es neun Steinbruchinhaber und -pächter. Mit dem Sandstein aus dem Süntel bei Welliehausen wurden u. a. in Bad Pyrmont der Erweiterungsbau des Schlosses Pyrmont und die Stadtkirche, in Hameln das Hochzeitshaus, das Leisthaus, das Rattenfängerhaus, die Creditbank Hameln und die Schleuse, in Bremen die Domtürme, in Herford das Kreishaus und die Stiftskirche, sowie das Schloss Schwöbber, das Schloss Barntrup und das Schloss Uhlenburg/Westfalen gebaut.
1620 gab es die erste urkundliche Erwähnung des Steinkohlebergbaus im östlichen Bereich des Welliehäuser Forstes. Die Steinkohle wurde als Schmiedekohle für die Glashütte Klein Süntel (ab 1760), in der Saline in Münder und als Hausbrand verwendet. Der Kohleabbau fand noch bis 1954 statt.
Oberhalb von Welliehausen am Ende des großen Steinweges (heute: Straße „Süntelhang“) liegt der Kalksteinbruch aus Korallenoolith, aus dem seit alters her Steine zur Ausbesserung von Straßen entnommen wurden. Ab Oktober 1962 konnten bis zu 2500 Tonnen Gestein insbesondere für den Ausbau von Bundesstraßen verarbeitet werden. Der Kalksteinbruch war bis 1967 in Betrieb, wurde 1971 mit Abraum verfüllt und ab 1985 bepflanzt und renaturiert.

### 20. und 21. Jahrhundert
Im Jahr 1905 wurde an der östlichen Grenze der Welliehäuser Forst, am Rand eines Sandsteinbruchs, eine Unterkunft für Steinbrucharbeiter erbaut, die 1920 in ein Wanderheim, die Julius-Blanck-Hütte umgenutzt wurde. Dieses Heim schloss sich dem Deutschen Jugendherbergsverband an und wurde seit dieser Zeit auch als Gaststätte betrieben. Es wurde 1933 aus politisch-ideologischen Gründen auf den Namen Jahnhütte umbenannt und war während des Zweiten Weltkriegs von der NS-Volkswohlfahrt (NSV) und der Hitlerjugend belegt. Nach dem Zweiten Weltkrieg wurde das Haus weiter als Gaststätte bewirtschaftet, bis es am 1. Oktober 1974 an die Stadt Hameln verkauft und 1978 wegen fehlender Kanalisation und hoher Modernisierungskosten abgerissen wurde. Aus den Sandsteinen der abgebrochenen Jahnhütte baute das Stadtforstamt Hameln eine Schutzhütte.
1912/13 wurde die Gemeinde Welliehausen an die Stromversorgung der Überlandzentrale Hameln angeschlossen.
Während des Ersten Weltkrieges und noch einige Zeit länger wurden Kinder aus dem Ruhrgebiet in Welliehausen untergebracht, deren Ernährung im Ruhrgebiet in den Kriegsjahren nicht gesichert war. Nach Kriegsende wurde am 28. November 1918 in Welliehausen ein „Arbeiter- und Bauernrat“ gewählt.
Ab 1929 gab es eine Buslinie Pötzen-Welliehausen-Holtensen, die zweimal täglich betrieben wurde.
In den Jahren 1937 bis 1938 wurde am Rand des Sandsteinbruchs nordöstlich der Jahnhütte das Horst-Wessel-Denkmal im Süntel  errichtet.
Im Zweiten Weltkrieg arbeiteten neun junge Zwangsarbeiter (fünf Jungen und vier Mädchen), die mehrheitlich aus Polen deportiert wurden, auf Bauernhöfen in Welliehausen. Sie wurden im Mai 1945 in ihre Heimat zurücktransportiert. In einem Haus in Welliehausen wurden nach 1941 russische Kriegsgefangene untergebracht, die wegen eines 1940 erfolgten Windbruchs im Süntel in Zwangsarbeit  Fichtenholz aufarbeiten mussten.
Bereits in den Tagen der Belagerung von Hameln im April 1945 war das Dorf mit Einwohnern aus der Stadt Hameln belegt. Gegen Ende des Zweiten Weltkrieges 1945 wurden viele evakuierte Familien aus Hannover und aus dem Aachener Raum in Welliehausen untergebracht, unter anderem Ausgebombte. Sie kehrten noch im gleichen Jahr überwiegend wieder in ihre Heimat zurück. In Welliehausen lebten nach dem Krieg viele Familien von Kriegsflüchtlingen und Heimatvertriebene aus dem Osten.
Bis 1968 wurden verstorbene Welliehäuser auf dem Friedhof in Holtensen beigesetzt. Der städtische Friedhof in Welliehausen wurde 1968 eingeweiht und erhielt 1971 eine Friedhofskapelle sowie 1996 einen Glockenturm.
Der ehemalige Standortübungsplatz Pötzen der Britischen Rheinarmee, der zu einem Teil in der Gemarkung Welliehausen lag, wurde mit Verordnung vom 27. September 2017 vom Landkreis Hameln-Pyrmont als Naturschutzgebiet ausgewiesen.

## Demographie
Quellen
| Jahr          | 1689 | 1821 | 1848 | 1871 | 1885 | 1915 | 1925 | 1939 | 1945 | 1946 | 1962 | 2022 |
| Einwohnerzahl | 78   | 111  | 162  | 191  | 150  | 201  | 158  | 163  | 260  | 353  | 228  | 358  |

## Politik
Ortsbürgermeisterin ist Bettina Schultze (SPD).

## Bildung
Nach dem Dreißigjährigen Krieg gab es eine erste Schule an der Kirche in Holtensen. 1693 wurde eine neue Schule auf dem Krugbrink in Holtensen gebaut. 1958 wurde anstelle der beiden Schulen die neue Grundschule in Holtensen fertiggestellt und 1974 eine Erweiterung der neuen Schule beschlossen, die die Kinder aus den drei Sünteldörfern Holtensen, Unsen und Welliehausen bis in die heutige Zeit besuchen. Weiterführende Schulen werden in Hameln besucht.

## Vereine
Der Schützenverein Welliehausen von 1928 e. V. wurde am 21. Januar 1928 gegründet; er wurde 2024 aufgelöst.
1920 wurde in Holtensen eine Gemeinde-Pflegestation eingerichtet, und es gab eine Gemeindeschwester. Daraus entwickelte sich u. a. der DRK-Ortsverband Welliehausen, der 1998 aufgelöst wurde.
1935 wurde die Freiwillige Feuerwehr Welliehausen gegründet. Nachdem viele Jahre nur eine Garage für das Feuerwehrauto zur Verfügung stand, wurde 1987 ein Feuerwehr-Gerätehaus gebaut, in dem auch der Schützenverein Welliehausen von 1928 e. V. mit dem Luftgewehrstand sein Domizil fand.
1953 wurde der Sportverein Grün-Weiß-Süntel e. V. gegründet, der Mitglieder aus Holtensen, Unsen und Welliehausen hat.